# Cá sơn đá sừng
Cá sơn đá sừng, tên khoa học Sargocentron cornutum, là một loài cá trong họ Holocentridae. Chúng có nguồn gốc ở vùng biển Tây Thái Bình Dương, từ Indonesia đến Rạn san hô Great Barrier. Loài này sống trong các rạn san hô và ở độ sâu từ 6–40 m (20–131 ft). Chúng là loài săn mồi về đêm, ăn các loài cua và tôm, ban ngày ẩn náu dưới các gờ đá hoặc trong hang. Kích thước của chúng có thể đạt đến .